# Lenny Nangis
Lenny Nangis (Basse-Terre, 24 de março de 1994) é um futebolista profissional francês que atua como atacante.

## Carreira
Lenny Nangis começou a carreira no Caen.